# ستینا
ستینا رودی است به دریای آدریاتیک می‌ریزد. این رود از کشور کرواسی می‌گذرد. طول آن ۱۰۱ کیلومتر (۶۳ مایل) است.